# Flaga Malediwów

Konstrukcja obecnej flagi

Obecna Flaga Malediwów została przyjęta 26 lipca 1965 roku. Jej proporcje wynoszą 2:3. 
Półksiężyc oraz kolor zielony symbolizuje islam - religię państwową Malediwów, a także przyrodę, szczęście i pokój. Barwa czerwona ma oznaczać krew patriotów walczących o niepodległość.

## Historia
Pierwotna wersja flagi Malediwów była jednorodnym czerwonym płatem. W 1903 roku dodano czarno-biały pionowy pas, w 1926 dodano półksiężyc, a w 1953 zielone pole. Rok później odwrócono półksiężyc i wprowadzono osobny sztandar sułtański, zawierający obok półksiężyca gwiazdę. Gdy Malediwy stały się w 1965 roku niepodległe, z obu wersji flag usunięto czarno-biały pas. Po ogłoszeniu republiki wersja sułtańska stała się sztandarem prezydenckim.

## Galeria

Pierwotna wersja flagi z lat 1796–1903
Wersja z lat 1903–1926
Wersja z lat 1926–1953
Wersja z lat 1953–1954
Wersja z lat 1954–1965
Sztandar sułtański używany w latach 1954–1965